# Кубок Восьми
Кубок MTN 8 (англ. MTN 8 Wafa Wafa), или Кубок Восьми — южноафриканский национальный кубковый турнир по футболу, проводящийся ЮАФА.
Кубок Восьми основан в 1972 году, с 2008 года носит название действующего спонсора — компании MTN. Также турнир проводился под названиями BP Top 8 и SAA Supa 8.

## Формула розыгрыша
В турнире, по традиции проводящемся в августе, перед началом очередного футбольного сезона, принимают участие команды, занявшие в предыдущем сезоне первые восемь мест (отсюда и название турнира — Кубок Восьми). Розыгрыш проводится по следующей формуле: вначале команды играют попарно в соответствии с занятым местом: первая — с восьмой, вторая — с седьмой, третья — с шестой и четвёртая — с пятой. Победители четвертьфинальных пар проводят между собой по 2 матча; победители полуфинальных пар в решающем матче турнира выявляют нового обладателя Кубка Восьми.

## Призовой фонд
Призовой фонд турнира — 13,6 млн. рандов, 8 из которых получает победитель турнира, а остальные распределяются поровну между оставшимися 7 участниками.

## Победители
- 1972: Орландо Пайретс
- 1973: Орландо Пайретс
- 1974: Кайзер Чифс
- 1975: Морока Свэллоуз
- 1976: Кайзер Чифс
- 1977: Кайзер Чифс
- 1978: Орландо Пайретс
- 1979: Морока Свэллоуз
- 1980: Уитбэнк Блэк Эйсиз
- 1981: Кайзер Чифс
- 1982: Кайзер Чифс
- 1983: Орландо Пайретс
- 1984: Витс Юниверсити
- 1985: Кайзер Чифс
- 1986: Аркадия Шепердз
- 1987: Кайзер Чифс
- 1988: Мамелоди Сандаунз
- 1989: Кайзер Чифс
- 1990: Мамелоди Сандаунз
- 1991: Кайзер Чифс
- 1992: Кайзер Чифс
- 1993: Орландо Пайретс
- 1994: Кайзер Чифс
- 1995: Витс Юниверсити
- 1996: Орландо Пайретс
- 1997: не проводился
- 1998: не проводился
- 1999: не проводился
- 2000: Орландо Пайретс
- 2001: Кайзер Чифс
- 2002: Сантос
- 2003: Джомо Космос
- 2004: Суперспорт Юнайтед
- 2005: Блумфонтейн Селтик
- 2006: Кайзер Чифс
- 2007: Мамелоди Сандаунз
- 2008: Кайзер Чифс
- 2009: Голден Эрроуз
- 2010: Орландо Пайретс
- 2011: Орландо Пайретс
- 2012: Морока Свэллоуз
- 2013: Платинум Старс
- 2014: Кайзер Чифс
- 2015: Аякс Кейптаун
- 2016: Витс Юниверсити
- 2017: Суперспорт Юнайтед
- 2018: Кейптаун Сити
- 2019: Суперспорт Юнайтед
- 2020: Орландо Пайретс
- 2021: Мамелоди Сандаунз
- 2022: Орландо Пайретс
- 2023: